# Vermoeden van Bieberbach
In de complexe functietheorie, een deelgebied van de wiskunde, werd het vermoeden van Bieberbach, alternatief ook wel de stelling van de Brange genoemd, in 1916 voor het eerst geformuleerd door de Duitse wiskundige Ludwig Bieberbach. Het vermoeden werd in 1984 bewezen door de Franse wiskundige Louis de Branges. 
Het vermoeden van Bieberbach houdt in dat er een noodzakelijke voorwaarde op een holomorfe functie bestaat om de open eenheidsschijf van het complexe vlak injectief op het complexe vlak af te beelden.
De bewering heeft betrekking op de coëfficiënten {\displaystyle a_{n}} in de taylorreeks van een dergelijke zodanig genormaliseerde functie, dat {\displaystyle a_{0}=0} en {\displaystyle a_{1}=1}. Dat wil zeggen dat de holomorfe functie van de vorm
{\displaystyle f(z)=z+\sum _{n\geq 2}a_{n}z^{n}}
is, gedefinieerd en injectief op de open eenheidsschijf. Zulke functies worden ook wel eenwaardige functies of schlicht-functies genoemd. De stelling zegt dan dat
{\displaystyle |a_{n}|\leq n\quad } voor alle {\displaystyle n\geq 2}